# Piccoli soldati, bravi uomini, dov'è la gloria?
Piccoli soldati, bravi uomini, dov'è la gloria? (in russo Солдатушки, бравы ребятушки, где же ваша слава??, Soldatiški, bravy rebjatuški, gde že vaša slava?) è un dipinto del pittore russo Valentin Aleksandrovič Serov, realizzato nel 1905. È esposto al museo russo di San Pietroburgo.

## Storia
Quest'opera è associata agli avvenimenti avvenuti il 9 gennaio 1905 (22 gennaio secondo il calendario gregoriano) a San Pietroburgo, la capitale dell'impero russo. Questa giornata passò alla storia con il nome di "domenica di sangue" (in russo Кровавое воскресенье?, Krovavoe voskresen'e) e si riferisce alla repressione sanguinosa della manifestazione popolare nella piazza del palazzo d'Inverno da parte dell'esercito imperiale, che sparò sulla folla. Questa folla voleva presentare allo zar Nicola II la petizione dei lavoratori e degli abitanti di San Pietroburgo. Tra le 130 e le 200 persone morirono e tra le 300 e le 800 furono ferite. Questo avvenimento drammatico segnò l'inizio della rivoluzione russa del 1905. Molte proteste, tanto politiche quanto economiche, scoppiarono poi un po' in tutta la Russia e portarono al manifesto dell'ottobre del 1905.
Si tratta di una delle satire più crudeli del governo zarista durante la rivoluzione russa del 1905-1907. Serov era uno di quei pittori attirati dalla famiglia imperiale russa dal 1890 ed era ben apprezzato nella buona società, per la quale realizzava soprattutto dei ritratti. Ma egli decise di protestare contro l'intervento delle truppe di fronte a una manifestazione pacifica di cittadini firmando questo dipinto.
In segno di protesta, rifiutò anche il titolo onorifico di membro dell'accademia di belle arti presieduta dal granduca Vladimir, che comandava le truppe della guarnigione di San Pietroburgo. Il titolo sarcastico che venne dato al dipinto è un estratto da un canto soldatesco di Maksim Gor'kij, uno scrittore che, come Serov, faceva parte del comitato di redazione della rivista satirica Župel' (Жупелъ, letteralmente "Lo spaventapasseri").

## Descrizione
Il quadro mostra la carica dell'ufficiale e delle sue truppe, che si trovano in primo piano e risaltano sul terreno innevato, contro i manifestanti pacifici e disarmati, che sono in secondo piano. Lo stesso Serov aveva assistito alla scena dall'accademia di belle arti, vedendo la folla che veniva sbaragliata dai dragoni. Raffigurando l'attimo poco prima della catastrofe, Serov affina l'immagine di un ufficiale che si precipita con coraggio verso una folla disarmata, con le armi pronte a ristabilire l'ordine. Per l'artista, come scriveva a Il'ja Efimovič Repin, l'imperatore non era andato incontro ai manifestanti.